# Xicomulco
Xicomulco är en ort i Mexiko.   Den ligger i kommunen Mártir de Cuilapan och delstaten Guerrero, i den södra delen av landet, 180 km söder om huvudstaden Mexico City. Xicomulco ligger 1 629 meter över havet och antalet invånare är 308.
Terrängen runt Xicomulco är bergig norrut, men söderut är den kuperad. Runt Xicomulco är det ganska glesbefolkat, med 23 invånare per kvadratkilometer. Närmaste större samhälle är Atliaca, 18,2 km sydväst om Xicomulco. I omgivningarna runt Xicomulco växer huvudsakligen savannskog.